# Zhu Jiner
Zhu Jiner (chinesisch 朱锦尔, Pinyin Zhū Jǐn'ěr; * 16. November 2002) ist eine chinesische Schachspielerin. Seit 2023 trägt sie den Titel Großmeister im Schach.

## Karriere
Im Jahr 2016 gewann Zhu die Weltmeisterschaften in der Altersklasse U14. Als Drittplatzierte beim Zonenturnier der Asienzone 3.5 hinter Zhai Mo und Ni Shiqun qualifizierte sie sich 2017 für die Schachweltmeisterschaft der Frauen 2018. Dort schied sie in der zweiten Runde gegen Natalja Pogonina mit 2:4 aus. Im selben Jahr belegte sie den dritten Platz bei den chinesischen Schnellschach-Meisterschaften. Außerdem erhielt sie den Titel Internationaler Meister der Frauen. Zwei Jahre darauf folgte der Titel Großmeister der Frauen.
Über ihren dritten Platz beim FIDE Grand Swiss 2021 qualifizierte sich Zhu für den FIDE Grand Prix der Frauen 2022–2023. Bei diesem belegte sie, nach Rang drei in Astana und Rang fünf in München, in Neu-Delhi einen weiteren dritten Platz, womit sie gleichzeitig ihre dritte Großmeister-Norm erfüllte. Sie erhielt den Titel schließlich 2023. Die Schnell- und Blitzschachweltmeisterschaften 2023 schloss Zhu im Blitzschach auf dem dritten Platz ab. Den FIDE Grand Prix der Frauen 2024–2025 gewann Zhu dank drei geteilten ersten Plätzen bei den Turnieren in Nikosia, Pune und Großlobming. Damit qualifizierte sie sich für das Kandidatenturnier der Schachweltmeisterschaft der Frauen 2026.
Zhu nahm an mehreren Schacholympiaden der Frauen für das chinesische Team teil. Ihren ersten Einsatz zeigte sie bei der Online-Schacholympiade 2021, darüber hinaus startete sie bei der Schacholympiade 2024 in Budapest. Mit sieben Punkten in neun Partien wurde sie beste Spielerin des Turniers am ersten Brett. Bei den Asienspielen 2022 in Hangzhou gewann Zhu sowohl im Einzel als auch mit der chinesischen Mannschaft die Goldmedaille.
Zu den 100 besten Frauen im Schach gehörte Zhu erstmals in der Wertungsliste aus dem August 2017. Ihre beste Platzierung erreichte sie im Juni 2025 mit dem vierten Rang unter den Frauen – zeitgleich mit ihrer höchsten Elo-Zahl von 2547.